# Méhmérgezés
A méhmérgezés a méhek, elsősorban a házi méh megmérgeződése. Egyes növényfajok mérgezők a méhekre; ezek közé tartoznak a vadgesztenyék, és a boglárkafélék. A hársakon a méhek elkábulnak, ideiglenesen akár a röpképességüket is elveszíthetik, a földön mászkálnak.
A méhmérgezés lehet mesterséges eredetű, tudatlanságból, gondatlanságból vagy figyelmetlenségből, vagy akár szándékosan is. Ilyenkor a földműves olyan növényvédő szert használ, ami káros a méhekre. Nemcsak a rovarölők, de a gyomirtók és a gombaölők is okozhatnak méhpusztulást. A mérgek egy része gyorsan öl, más része lassan, így a méh haza tud térni, és az általa gyűjtött anyagokat átadni, ami így bekerül a mézbe és a virágporba, és később tovább mérgezheti a családot. A mérgek hathatnak belélegzéssel, de felszívódhatnak az emésztőrendszerből is, vagy az érintés is elég lehet a felszívódáshoz.
Fontos tudni, hogy a méhek átrepülés közben is mérgeződhetnek, illetve a termesztett növényekhez közeli vadnövényekre is juthat a méregből. Ha a növénytermesztő nem megfelelő mérgeket és nem megfelelően használ, akkor az komolyabb problémákhoz is vezethet. 
Méhmérgezést a méhész is okozhat:
- kaptárak rossz festékkel való festése (rovar- vagy gombaölő)
- a méhek etetésére szolgáló szörp tárolása olyan fémedényben, amit a szörp old
- a kénezés után visszatett keretben kénmaradványok a mézben

Ipari létesítmények, közeli út is okozhatja a méhek nagy arányú elhullását.

## Tünetei
- Ingerlékenység

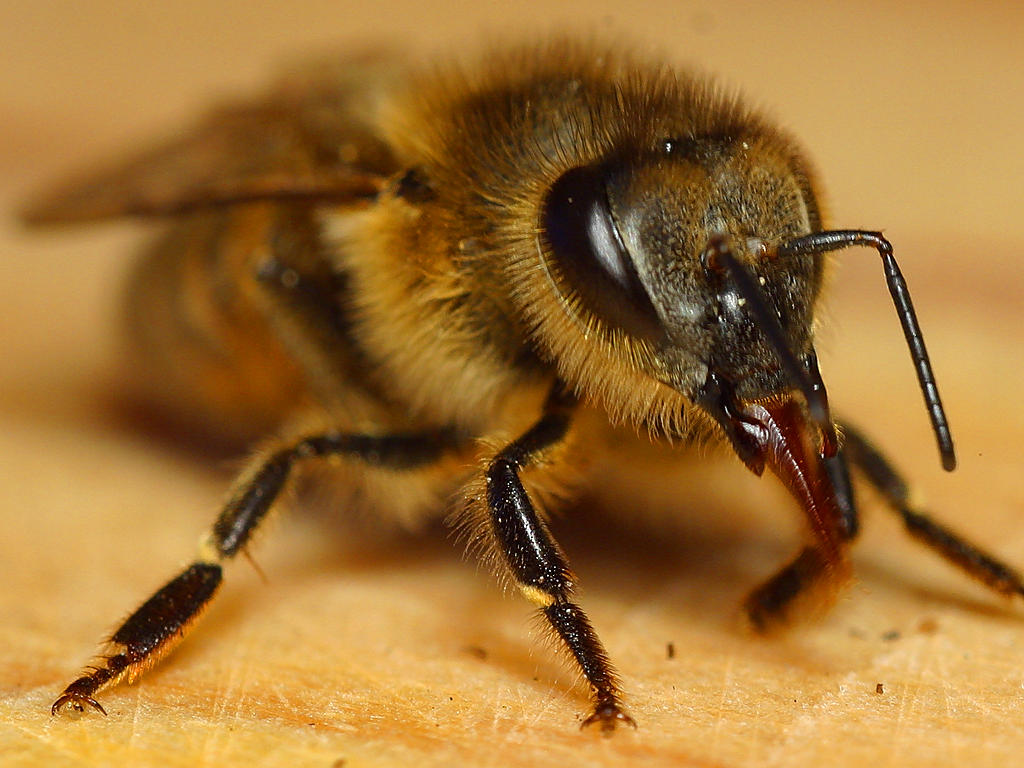
A méhmérgezés tünete: kiöltött nyelv

- Sok hulla kiöltött nyelvvel és szétterpesztett szárnnyal
- Bénulás, vergődés
- A fiasítás kidobása

## Védekezés
- Az élelem elvétele, és pótlása etetéssel. A virágport is pótolni kell, mert abban is felhalmozódik a méreg
- Vándorlás, vagy pincézés. Csak az a méhész vándorolhat, aki regisztrálva van.
- Szűkítés, a bejáratot és a fészket is szűkíteni kell
- Kárfelmérés a bizottsággal
- A hullák eltakarítása
- Szükség esetén anyásítás

## Kivizsgálása
Méhmérgezés gyanúja esetén a méhésznek meg kell keresnie, hogy hol mérgeződhettek meg a méhei, kik a terület tulajdonosai, és kik művelik. Ezután minél előbb ki kell hívnia  a területileg illetékes hatósági állatorvost vagy a növényvédelmi felügyelőst. Nem szükséges mindkettőt hívni; az egyik hamar értesíti a másikat. Az ez után kezdődő eljárást a NÉBIH szabályozza. Ezután a hatósági állatorvos megvizsgálja a méheket,  hogy megállapítsa pusztulásuk okát. Ha nem tudja kizárni a mérgezés gyanúját, akkor egy hatósági bizottság folytatja a vizsgálatot.
A kivizsgáláshoz a bizottságnak 24 órán belül meg kell alakulnia. Ennek hatósági tagjai a hatósági állatorvos, a növényvédelmi felügyelő és a méhegészségügyi felelős. A méhészt értesítik, és részt vehet a bizottságban, és amennyiben elérhető, a  terület gazdáját is bevonják.  Ha ő nem vesz részt a vizsgálatban, akkor két tanú helyettesítheti. A bizottság a méhész jelenléte nélkül is elvégezheti a szemlét, de a részvétel a méhésznek is érdekében áll. A körülményekről jegyzőkönyv készül; a továbbiakban csak erre, illetve a minták vizsgálati eredményeire lehet hivatkozni.
A bizottság mintát vesz a méhekből és a növényzetből. A mintavételt rendszerint a méhészre bízzák, akinek minél frissebb, mérgezésben elpusztult, vagy haldokló méheket kell összeszednie. A méhésznek joga van ahhoz, hogy egy második mintát is vegyen; ezt ellenmintának nevezik. A minták mennyiségének egyenként fél liternek kell lennie. A mintázásért a méhegészségügyi felelős felel. Előfordulhat, hogy nem lehet méhmintát venni.
Nagy méhsűrűségű területeken, így Magyarországon is gyakori, hogy a méhmérgezés több méhészetre is kiterjed. Érdemes tehát a méhésznek előzőleg a környék többi méhészetét is felkeresnie. Minél nagyobb egy méhészetben a kár, annál közelebb van az a mérgezést okozó területhez. A gyanús területet a méhésznek kell meghatároznia. Ha nem tudja, hogy merre keresse, akkor a bizottság hatósági tagjai, illetve a tanúk próbálnak segíteni, de ez kevésbé tud megbízható eredményt adni.
A gyanúba fogott helyszínen a bizottság növénymintát gyűjt, elsősorban virágokból. A mintának el kell érnie a fél kilogrammot. Itt is lehet ellenmintát gyűjteni. A mintákat a vizsgálatig hűtve kell tárolni. Ebben az eljárásban az első mintát a hatóság, az ellenmintát a méhész kapja kézhez, amit szakértőkkel bevizsgáltathat. A vizsgálatok eredményei a továbbiakban bizonyítékként felhasználhatók.
A méhész saját maga egyéni eljárásban, saját költségén keresztül is kezdeményezhet vizsgálatot. Ekkor a levett mintákat maga szállíttatja a laboratóriumba, és közvetlenül a saját kártérítését célozhatja.
A méhész a hatósági mintavételezés után is elérheti kártalanítását. Ehhez a szükséges dokumentumokat megszerezheti, ha él iratbetekintési jogával, és hiteles másolatot kér. Érintettségét a jegyzőkönyv igazolja. Mivel a növényvédelem veszélyes üzem, ezért akkor is kérheti kártalanítását, ha a földhasználó nem hibázott. A teljes kártérítést azok között a földhasználók között osztják meg, akikre a polgári peres eljárásban rá tudták bizonyítani a méhmérgezést. Ha több földhasználó okozta a pusztulást, de csak egyre tudja a méhész rábizonyítani a mérgezést, akkor a teljes kártérítést neki kell állnia. A perben a méhésznek kell bizonyítani, hogy az érintett földhasználók okozták méheinek megmérgeződését; a földhasználóknak nem kell bizonyítaniuk semmit.

## Megelőzése
A méhmérgezés megelőzéséhez a méhész és a földhasználók is hozzájárulhatnak.
A földhasználó a vegyszerek körültekintő használatával előzheti meg a bajt. Vannak szelektív rovarölők, amelyek kímélik a méheket; virágzási időben napközben csak ezekkel szabad permetezni. Vannak fényre bomló szerek, amelyeket napnyugta előtt egy órával kell kijuttatni; ezek lebomlanak, mire a méhek kirepülnek. Szeles időben a szél elfújhatja a szereket, így azok a permetezni kívánt növényágyáson kívülre is eljutnak. Ezért szeles időben kerülni kell a permetezést, különösen, ha vannak virágzó növények a környéken. Csávázott vetőmag használata előtt meg kell nézni a lejárati időt; mire az elvetett növény virágzik, addigra bomoljon le a szer.
A méhésznek minden évben be kell jelentenie, hogy hány családja van. Ezt a hatósági állatorvosra is rábízhatja. Vándorméhészkedéskor 72 órán belül be kell jelentkeznie az adott település önkormányzatánál, és a település elhagyása után 24 órán belül ki kell jelentkeznie. A bejelentkezés megtehető személyesen vagy írásban, a kijelentkezés telefonon, vagy e-mailben is elvégezhető. Röpkörzeten belül tájékoztatnia kell a helyi gazdákat.